# Aleta Ediciones
Aleta Ediciones és una editorial de còmics fundada l'any 1996 com a segell fanziner per Joseba Basalo, i ubicada a Sueca.
Joseba Basalo va començar a editar el seu fanzine "Voluntario" el 1996 al País Basc. Dos anys després, va llençar la col·lecció de comic books Aleta Presenta. Ja a València, l'editorial es va professionalitzar i va expandir la seva línia amb traduccions de sèries estatunidenques, com Savage Dragon, i de Sergio Bonelli Editore, a més de novetats espanyoles (sobretot dels integrants del col·lectiu 7 Monos).
Aleta ha traduït de l'italià una selecció d'històries del vaquer de Bonelli, Tex, com Colorado Belle, Los lobos rojos i Por encima de la ley. El 2006 traduí A Distant Soil de Colleen Doran, prologada per Neil Gaiman. En 2015 publicà The Pro d'Image Comics, una paròdia satírica de trenta-dos pàgines amb guió de Garth Ennis, dibuix d'Amanda Conner i entintat de Jimmy Palmiotti, en la qual una prostituta obté superpoders; i el crossover dels personatges de Valiant, Unity.
En 2016 recopilà l'obra de Mark Schultz Xenozoic en un volum en rústica amb els catorze números de la sèrie original en blanc i negre.
El 2017, després de filtrar-se un avanç editorial de Medusa Cómics, Basalo anuncià que deixava de traure les sèries de Valiant Comics després de dos anys de publicació, alhora que anunciava una novetat important per al Saló Internacional del Còmic de Barcelona de 2017: el còmic paral·lel a la sèrie de televisió El ministerio del tiempo, prevista per al 28 d'abril.
El 2020 Basalo va anunciar el tancament de l'editorial, a causa dels problemes que travessava, però a l'octubre del mateix any es va anunciar que havia arribat a un acord amb el Grupo Editorial Sargantana, de manera que el segell editorial segueix endavant amb les seves publicacions.